# Apamea aureopuncta
Apamea aureopuncta là một loài bướm đêm trong họ Noctuidae.